# حسين عقيل
حسين عقيل (من مواليد 3 مايو 1990 في أستراليا) هو لاعب كرة قدم أسترالي لبنان لعب آخر مرة في نادي وودلاندز ويلينغتون، كما شارك في المنتخب اللبناني لكرة القدم تحت 23 سنة.

## مسيرته
في عام 2008 ظهر عقيل لأول مرة مع فريق Bankstown City Lions في الدوري الإنجليزي الممتاز في نيو ساوث ويلز وكان يبلغ من العمر 17 عامًا، وفي 10 فبراير 2011 تم الإعلان عن توقيع عقيل مع الفريق الأول من فريق سيدني أولمبيك في الدوري الممتاز في نيو ساوث ويلز، بعد أن تم نقله من نادي المبرة اللبناني.

### وودلاندز ولينغتون
ظهر عقيل لأول مرة مع وودلاندز ويلينغتون عندما فاز خارج أرضه على يونغ ليونز في 12 فبراير،  وبعد أسبوع واحد سجل عقيل هدفه الأول لصالح وودلاندز ويلينجتون عندما فاز بنتيجة 3-1 على أرضه ضد جيلانج يونايتد في 19 فبراير.
في 23 نوفمبر 2012، أعلن وودلاندز ويلينغتون أنه لن يتم الاحتفاظ به لموسم 2013.

### إحصائيات الأندية
اعتبارًا من 4 نوفمبر 2012
ملف تعريف حسين عقيل
| أداء النادي       | أداء النادي | الدوري                  | الدوري                  | الكأس        | الكأس        | كأس الدوري | كأس الدوري | مجموع | مجموع                         | مجموع    | مجموع  | مجموع   |
| سنغافورة          | سنغافورة    | دوري سنغافورة للمحترفين | دوري سنغافورة للمحترفين | كأس سنغافورة | كأس سنغافورة | كأس الدوري | كأس الدوري | مجموع | مجموع                         | مجموع    | مجموع  | مجموع   |
| النادي            | الموسم      | الظهور                  | الأهداف                 | الظهور       | الأهداف      | الظهور     | الأهداف    | أنذر  | Yellow card · Yellow-red card | Red card | الظهور | الأهداف |
| ----------------- | ----------- | ----------------------- | ----------------------- | ------------ | ------------ | ---------- | ---------- | ----- | ----------------------------- | -------- | ------ | ------- |
| وودلاندز ولينغتون | 2012        | 18 (1)                  | 3                       | 1            | 0            | 3          | 0          | 2     | 0                             | 0        | 22 (1) | 3       |

: تشير جميع الأرقام المغطاة بين قوسين إلى مظاهر بديلة.

## مسيرة دولية
في عام 2008 مثل حسين أستراليا على مستوى U-19 Schoolboy حيث شارك في مباريات ودية دولية في المملكة المتحدة.
في عام 2010 استدعي عقيل للمشاركة مع فريق كرة القدم اللبناني تحت سن 23 بواسطة مدربه إميل رستم في مباراة ودية ضد سوريا في 23 ديسمبر، ثم استبدال عقيل على أرض الملعب في الدقيقة 45 بمحمد حيدر، حيث فاز فريق لبنان بالمباراة بنتيجة 2-0.

## روابط خارجية
- حسين عقيل على موقع قاعدة بيانات كرة القدم.إي يو (الإنجليزية)
- حسين عقيل على موقع Soccerway.com (الإنجليزية)
- حسين عقيل  على سكروي